# Satyria boliviana
Satyria boliviana är en ljungväxtart som beskrevs av J.L. Luteyn. Satyria boliviana ingår i släktet Satyria och familjen ljungväxter. Inga underarter finns listade i Catalogue of Life.